# 아야카미정
아야카미정(일본어: 綾上町)은 일본 가가와현 아야우타군에 있던 정이다. 
2006년 3월 21일에 료난정과 합병해 아야가와정이 되어 소멸하였다.

## 지리
가가와 현내의 거의 중앙에 위치하고 마을의 중심은 북부에 있다. 정역 남쪽으로 펼쳐진 사누키 산맥에서 아야 강이 북류 후 서류해 온다. 아야카와는 정역 중앙부에 나가가라 댐을 가지고 있다.

## 역사
- 1954년 - 소기쇼촌, 야마다촌, 니시분촌, 하유카카미촌이 합병해 아야카미촌이 되었다.
- 1962년 - 정으로 승격해 아야카미정이 되었다.
- 2006년 3월 21일 - 료난정과 신설합병해, 아야카와정이 성립하였다, 동일 아야카미정은 폐지되었다.

## 교통

### 도로
- 국도 제377호선 (일본)(일본어판)

## 참고 문헌
- 角川日本地名大辞典編纂委員会, 『角川日本地名大辞典 43 香川県』, 1985, 角川書店